# Kim Sha Beach
Kim Sha Beach is een strand in Simpson Bay op Sint Maarten. Het strand bevindt zich achter de brug naar het vliegveld, en aan de andere kant van de Simpsonbaailagune. Het is een klein breed strand, dat bekend is vanwege de strandfeesten en concerten die er worden georganiseerd waaronder de Sint Maarten Heineken Regatta.

## Overzicht
Kim Sha Beach is vernoemd naar het Chinees restaurant Kim Sha dat als eerste commerciële bedrijf aan het strand gevestigd was. Het restaurant organiseerde vaak feesten en barbecues, maar bestaat niet meer.
De Sint Maarten Heineken Regatta wordt jaarlijks in Sint Maarten georganiseerd, en is een van de grootste racen met jachten. De regatta is gecentreerd rond Kim Sha Beach, en de bijbehorende feesten worden aan het strand gevierd.
Kim Sha Beach heeft een duikcentrum, een badmeester, en een kinderspeelplaats. Het strand is beschermd door een natuurlijk rif waardoor het kalm en rustig water heeft, en geschikt is voor kinderen. Kim Sha Beach bevindt zich in een stedelijk gebied, en is omringd door hotels, restaurants en winkels.